# Cancer du cardia

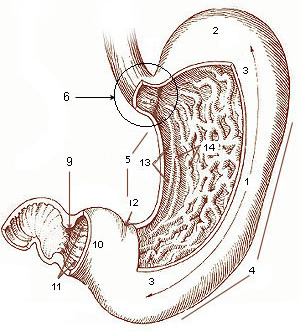
Position du cardia (6); zone de jonction entre l'œsophage et l'estomac.

Le cancer du cardia est une tumeur maligne de la jonction œso-gastrique.

Les adénocarcinomes (ADK) constituent plus de la moitié des cancers de l'œsophage et sont favorisés par la présence d'un endobrachyœsophage (EBO).
Ce cancer est généralement pressenti à partir du fait que le patient n'arrive plus à digérer d'aliments solides et d'une perte de poids.

Il est confirmé par échoendoscopie (fibroscopie œsogastrique avec biopsies). L'échographie utilise une sonde haute fréquence.
Un colorant (le bleu de méthylène) peut être utilisé pour une coloration vitale permettant de mieux cerner la taille de la tumeur.
Le cancer du cardia est en augmentation depuis les années 1980, pour des raisons encore mal comprises et peut-être synergiques, peut-être liée à une perturbation du système immunitaire masculin (perturbateurs endocriniens ? présents dans la nourriture et/ou inhalés). Un autre cancer proche de celui-ci a fortement augmenté, c'est celui de l’adénocarcinome de l’œsophage qui est par exemple passé de 0,8 à 1,9 pour 10 000 personnes en Amérique du Nord. Les hommes, notamment touchés par l'obésité sont également plus touchés.

## Épidémiologie
Les adénocarcinomes du cardia et de l’œsophage sont en augmentation depuis les années 80, avec un ratio homme/femme qui est de 7/1 (7 fois plus d'hommes touchés que de femmes). Ce cancer touche plus les populations blanches et noires que les populations asiatiques.

## Traitements
Les traitements dont dispose le cancérologue et le chirurgien diffèrent selon que le cancer soit ou non sténosant et/ou métastasique et selon son stade de développement :
- résection chirurgicale du cardia ;
- radiochimiothérapie pré-opératoire (radiothérapie avec ou sans curiethérapie) puis résection chirurgicale ;
- radiochimiothérapie exclusive.